# Seznam avstrijskih admiralov
Seznam avstrijskih admiralov vključuje tudi admirale avstrijskega cesarstva in  avstro-ogrske vojne mornarice.

## A
- Karl von Adamović kontraadmiral

## D
- Hans Birch von Dahlerup viceadmiral
- Silvestro Dandolo

## H
- Anton Haus Veliki admiral
- Franz von Holub
- Miklos Horthy de Nagybanya kontraadmiral

## K
- Karl Kailer von Kaltenfels
- Alfred von Koudelka

## M
- grof Rudolf Montecuccoli, admiral

## N
- Maximilian Njegovan, admiral

## O
- Tobias Österreicher

## P
- Friedrich von Pöck, viceadmiral

## S
- Hermann von Spaun, admiral
- Maximilian Daublebsky von Sterneck, admiral
- Paul Stupar, kontraadmiral

## T
- Wilhelm von Tegetthoff, admiral

## W
- grof Franz Wimpffen, viceadmiral
- Bernhard von Wüllerstorf-Urbair, komodor, viceadmiral